# Burgstall Hagfelsen
Der Burgstall Hagfelsen ist der Rest einer hochmittelalterlichen Adelsburg, die sich einst auf einem Felsgrat erhob. Der Burgstall befindet sich westlich der Einöde Burkartshof in der Gemeinde Birgland im oberpfälzischen Landkreis Amberg-Sulzbach in Bayern, Deutschland. Die Anlage wird als Bodendenkmal unter der Aktennummer D-3-6535-0012 im Bayernatlas als „mittelalterlicher Burgstall, Wallanlage vor- und frühgeschichtlicher Zeitstellung, Höhensiedlung der Urnenfelderzeit“ geführt. 
Von der Burg, bei der es sich möglicherweise um eine Vorgängeranlage der nahen Burg Poppberg handelte, sind keine geschichtlichen Nachrichten bekannt. Erhalten hat sich von ihr nur ein Ringwall, der aber aus vorgeschichtlicher Zeit stammt und in die Anlage des Mittelalters einbezogen wurde.

## Geografische Lage
Der Burgstall der Gipfelburg liegt etwa 260 Meter westsüdwestlich des Burkartshofes und etwa 6 Kilometer östlich der evangelisch-lutherischen Pfarrkirche Sankt Bartholomäus in Alfeld.
Die Stelle der ehemaligen kleinen Burg befindet sich im Zentrum der mittleren Frankenalb, auf 630,5 m ü. NN Höhe auf dem Gipfel des Hagfelsens, einem von Nordwest nach Südost ziehenden kleinen Felsgrat. Die Hänge des vollständig bewaldeten Berges fallen an allen Seiten nur wenig steil etwa 30 Höhenmeter ab. Im Norden und im Osten geht der Berg in die umliegenden Trockentäler über, durch die sich auch zwei Ortsverbindungsstraßen ziehen. Nach Westen schließt sich nach einer Geländemulde der ebenfalls bewaldete Hirschberg an, nach Süden hin folgt jenseits der Trasse der A 6 ebenfalls ein bewaldeter Höhenzug.

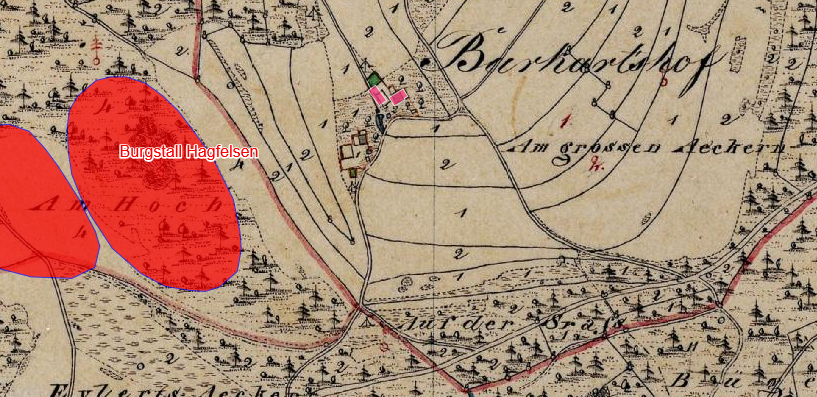
Lageplan des Burgstalls Hagfelsenauf dem Urkataster von Bayern

In der Nähe befinden sich noch weitere ehemalige mittelalterliche Burgen, nur drei Kilometer südwestlich befindet sich die Burgruine Poppberg, von der noch einige Mauer- und Gebäudereste erhalten sind und die möglicherweise ein Nachfolgebau der Burg auf dem Hagfelsen war. Noch etwas weiter in dieser Richtung liegt der Burgstall Leherfels auf dem 630,1 m ü. NN hohen Leherberg, Vom Burgstall ist nur noch ein etwa viertelrunder Graben mit Außenwall sichtbar. In nördlicher Richtung liegt die Burgruine Lichtenegg.

## Geschichte
Die Geschichte der Burg auf dem Hagfelsen liegt bis heute völlig im Dunkel der Geschichte verborgen, es sind keine urkundlichen Erwähnungen bekannt, die sich auf diese Burg beziehen. Somit sind der Erbauer sowie die Erbauungszeit der Anlage, wer auf ihr saß und warum sie aufgelassen oder zerstört wurde, unbekannt. Nach Ferdinand Leja gehörte sie einem Burgentyp an, der mit dem Burgstall Alte Bürg, dem Burgstall Im alten Haus und der Burg Ratzenberg – auch den Burgstall auf dem Leherberg kann man wohl zu diesen Anlagen zählen – öfters in der Gegend vorkommt. Bei diesen Anlagen handelte es sich mit Ausnahme der Alten Bürg um eher kleine Burgen, höchstwahrscheinlich um Turmburgen, die auf baulich weniger geeigneten Felskuppen lagen und vermutlich aus dem 12./13. Jahrhundert stammten. Die Besitzer waren wohl niederadelige Ministeriale oder der Ortsadel.
Genutzt wurde die Burg auf dem Hagfelsen bis in das 13./14. Jahrhundert, wie Funde von Keramikscherben zeigen, die sich in den Museen von Regensburg und Sulzbach befinden. Nach Leja könnte es sich um eine Vorgängeranlage der nahen Burg Poppberg gehandelt haben, die im Jahr 1373 erstmals erwähnt wurde und wohl auch nicht sehr viel früher, wahrscheinlich im 13. Jahrhundert, entstand. Die Burg verfügte über keinen Bergfried, auch sonst lassen die Baubefunde nicht auf einen älteren Entstehungszeitpunkt schließen.
Grund für den Bau der Burg war die Überwachung eines Abschnittes einer nahe gelegenen Altstraße, der Hoch- und Eisenstraße, die von Poppberg über Hirschricht etwa auf der Trasse der A 6 verlief.
Die südwestliche Seite des Felsriffs umzieht ein bogenförmiger Steinwall, der bereits aus der Hallstattzeit stammt, wie Funde zeigten. Möglicherweise wurde die Burg wegen des vorhandenen Walls an dieser Stelle errichtet, um sich die Erdarbeiten zu sparen. Auch der Fels war bereits früher besiedelt, das Bayerische Landesamt für Denkmalpflege bezeichnet die Stelle als Höhensiedlung der Urnenfelderzeit.
Heute ist die Stelle der ehemaligen Burg völlig mit Wald bewachsen, erhalten ist nur der Ringwall. Ein Wanderweg führt am frei zugänglichen Burgstall vorbei. Die senkrechten oder leicht überhängenden Felswände dienen als Kletterwand.
Das vom bayerischen Landesamt für Denkmalpflege als „Mittelalterlicher Burgstall, Wallanlage vor- und frühgeschichtlicher Zeitstellung, Höhensiedlung der Urnenfelderzeit“ erfasste Bodendenkmal trägt die Denkmalnummer D-3-6535-0012.

## Beschreibung
Die ehemalige Höhenburg teilte sich einst in zwei Bereiche auf, in eine Vorburg, gelegen am südwestlichen Fuß des Felsgrates innerhalb des Ringwalls, und in eine Hauptburg bzw. Oberburg an der felsigen Spitze des Grates, an der von Natur aus am besten geschützten Stelle.
Die Fläche der Vorburg zog sich entlang des Felsgrates bogenförmig um diesen herum und wird von einem vorgeschichtlichen Steinwall begrenzt (Bild 1). Dieser 180 Meter lange Wall setzt am Nordwestende des sich von Nordwest nach Südost erstreckenden Grates an und biegt nach wenigen Metern scharf nach Westen und anschließend nach Südwesten um (Bild 2). Es folgt eine Unterbrechung des Walls, die frühere Zufahrt zur Burg (Titelbild).
Der Wall führt dann bogenförmig weiter mit einem maximalen Abstand von bis zu 40 Metern zu den Felsen nach Süden und Osten (Bild 3) und erreicht das Südostende des Grats. Der Nordteil des Walls im Bereich der Torlücke ist deutlich höher als das gegenüberliegende Ende, vermutlich wurde er beim Bau der Burg im Mittelalter etwas verstärkt. Das Gelände der Vorburg steigt zum Grat hin immer mehr an und bot Gebäuden nur unmittelbar am Wall und am Südostende genügend Platz. An diesem Ende ist auch eine Bodenmulde zu sehen, möglicherweise die Stelle eines Gebäudes.
Die Oberburg stand auf 630,5 m ü. NN Höhe auf einer etwa dreiecksförmigen Gipfelfläche mit den Maßen von 15 × 15 Metern (Bild 4). Diese einzige größtenteils ebene und gestufte Fläche lag etwa in der Mitte des Grates, der restliche, sich etwa 130 Meter erstreckende Felsgrat bot nur wenig Platz für weitere Gebäude. Nach Nordosten fällt er bis zu 20 Meter senkrecht ab (Bild 5), nach Südosten folgt eine hohe Felsstufe, nur nach Nordwesten befindet sich eine tieferliegende, etwa 20 mal 3 Meter messende Fläche, die aber wegen ihrer starken Neigung wohl nicht bebaut war. Spuren von Bebauung sind nicht feststellbar.
Der Aufgang zur Oberburg führte über eine Rampe am Felsgrat zu einer kleinen verebneten Fläche im oberen Drittel des Felsens. Möglicherweise befand sich dort ein Torbau (Bild 6).

## Bilder

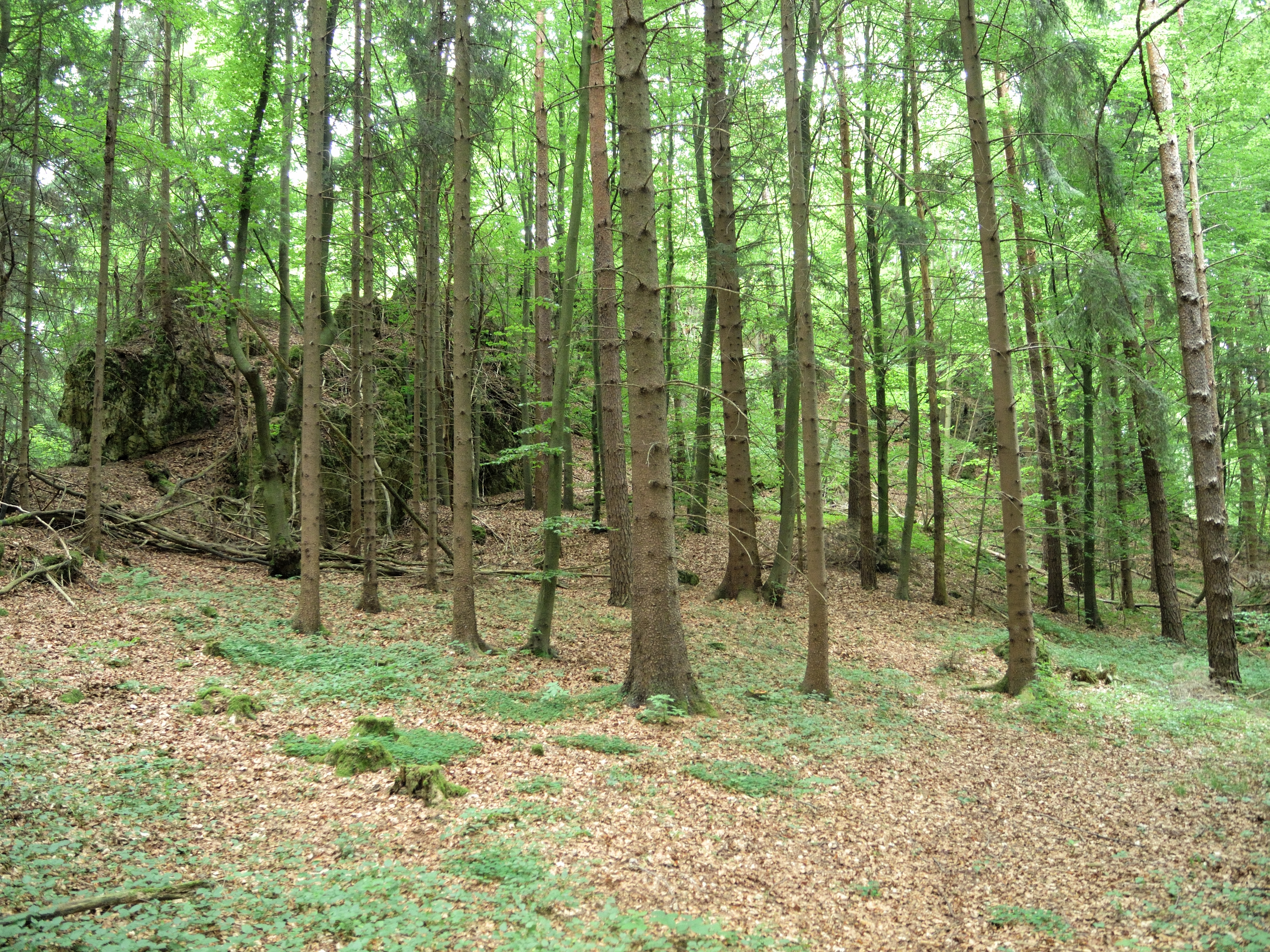
Bild 1: Blick auf das Gelände der Vorburg, links und im Hintergrund der Felsen der Oberburg
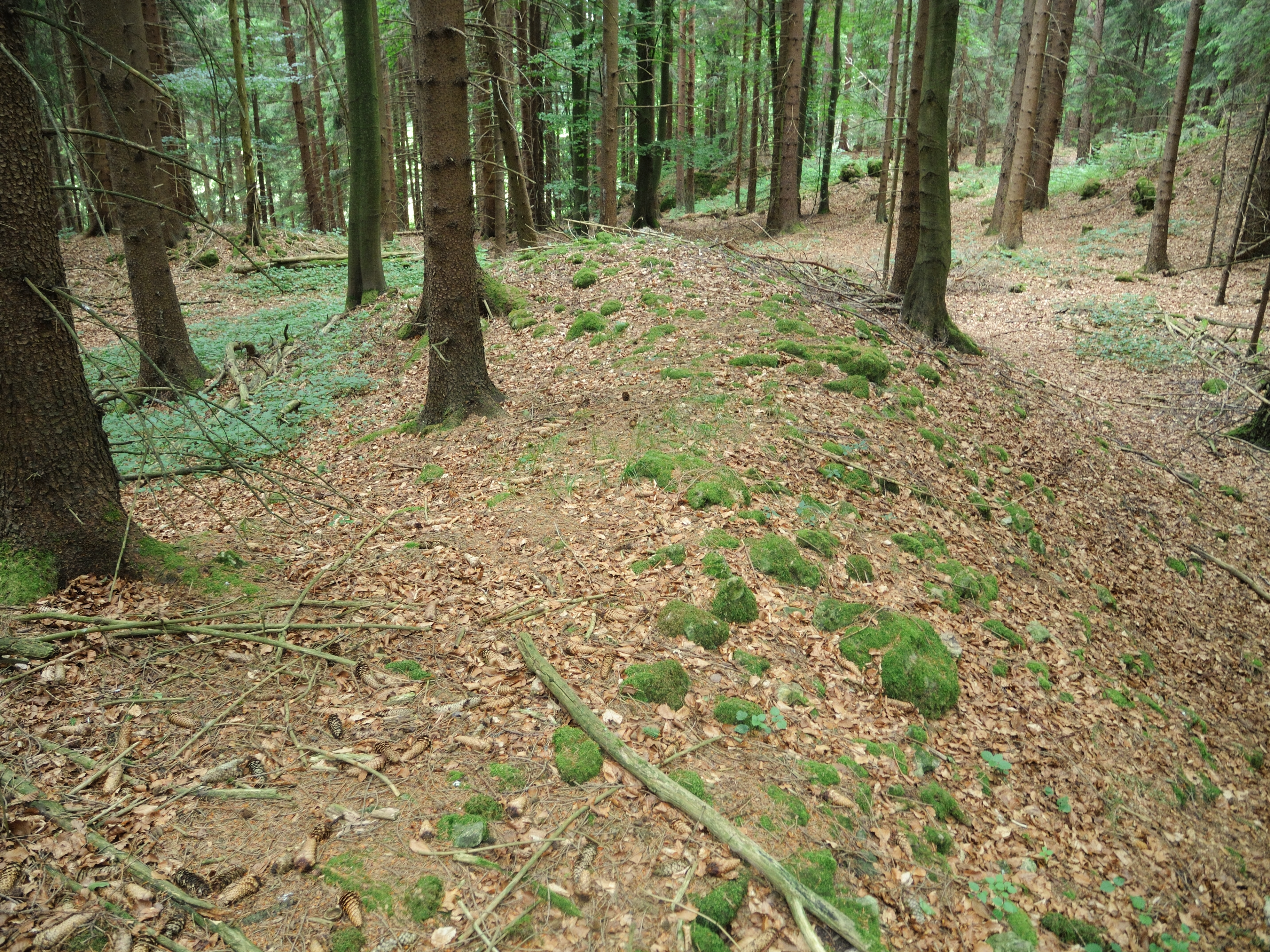
Bild 2: Nördlicher Teil des Ringwalls, im Hintergrund die Torlücke, links die Burgfläche
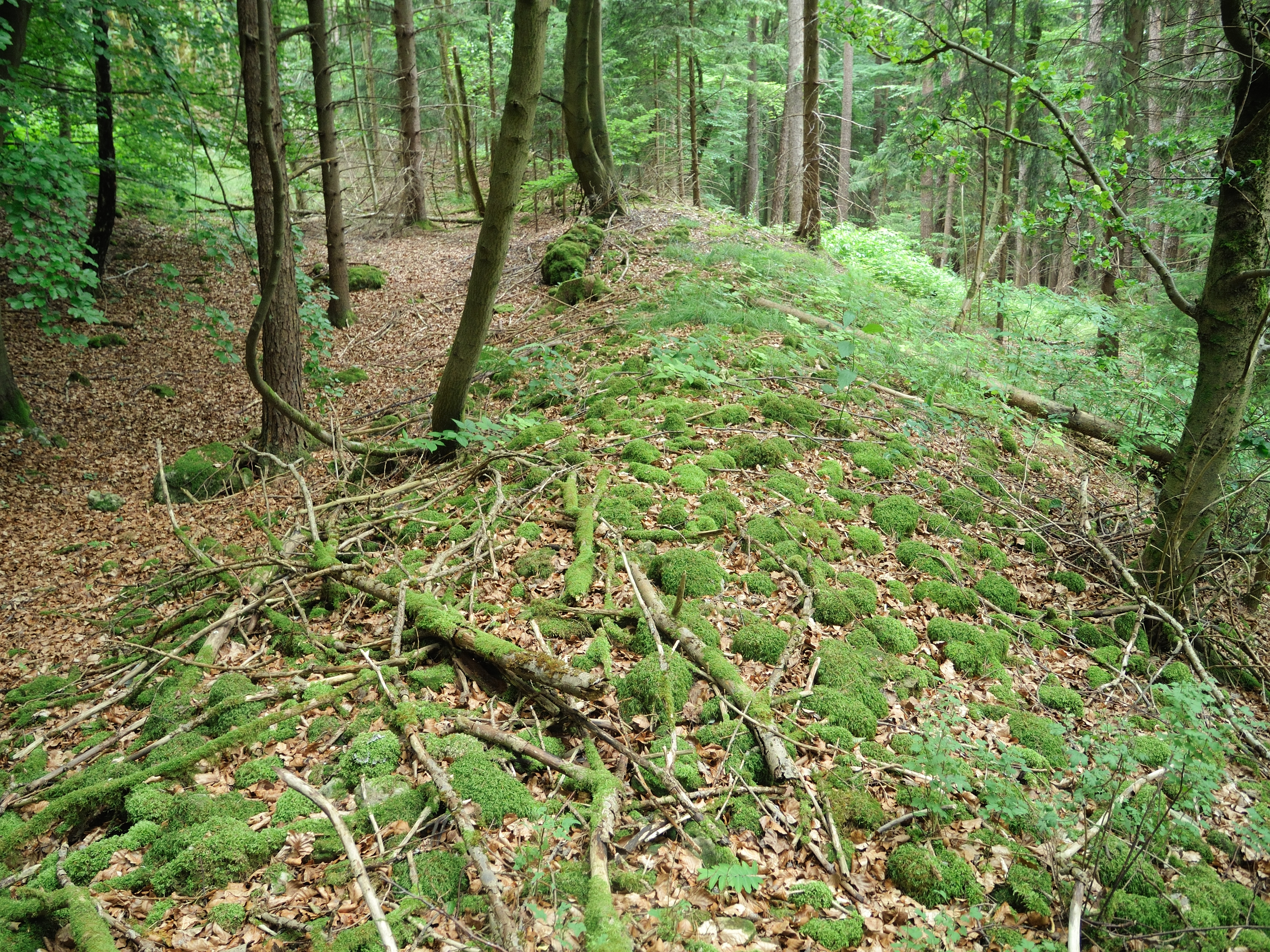
Bild 3: Östlicher Teil des Ringwalls, links die Vorburg
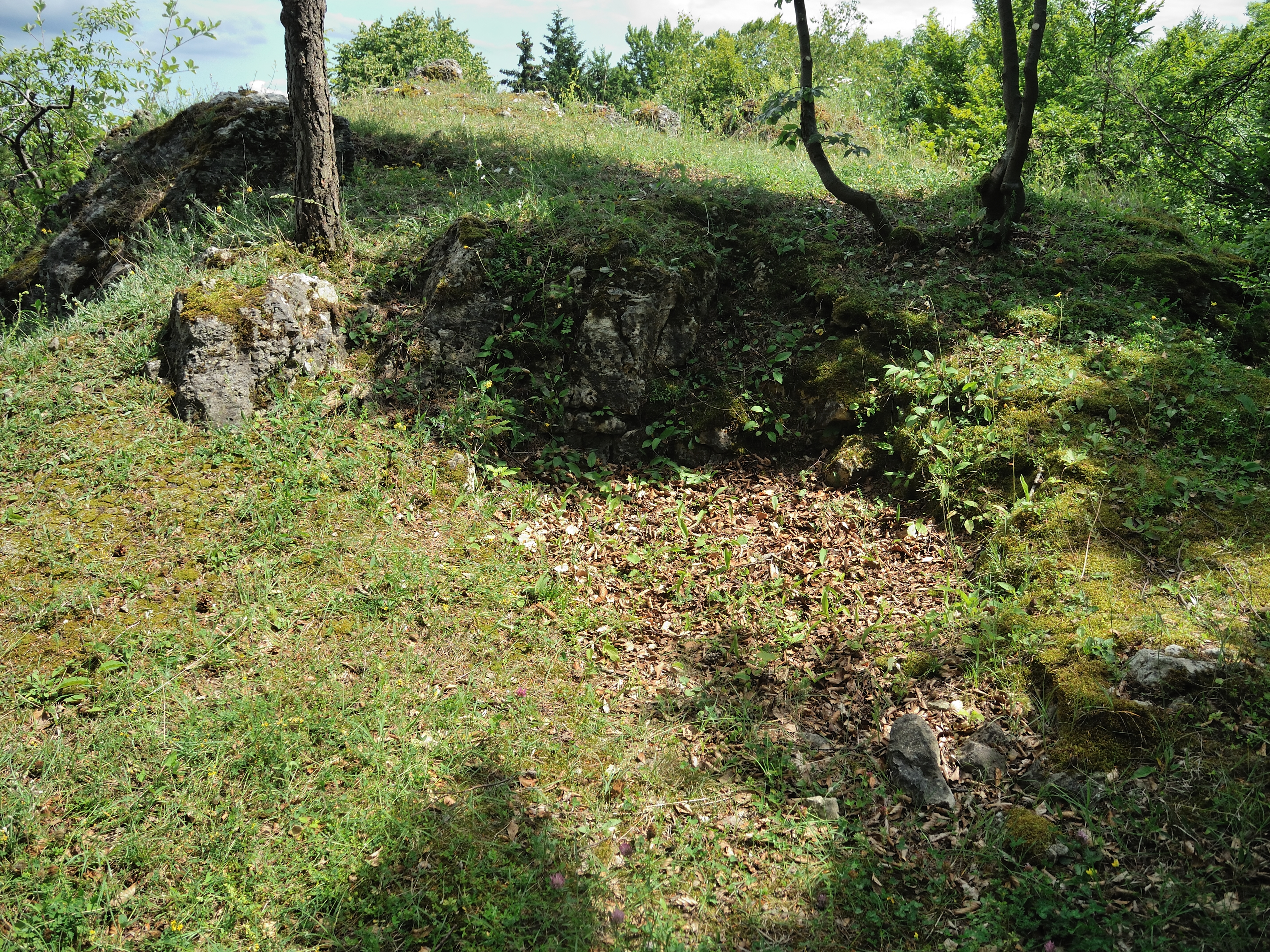
Bild 4: Oberfläche des Burgfelsens
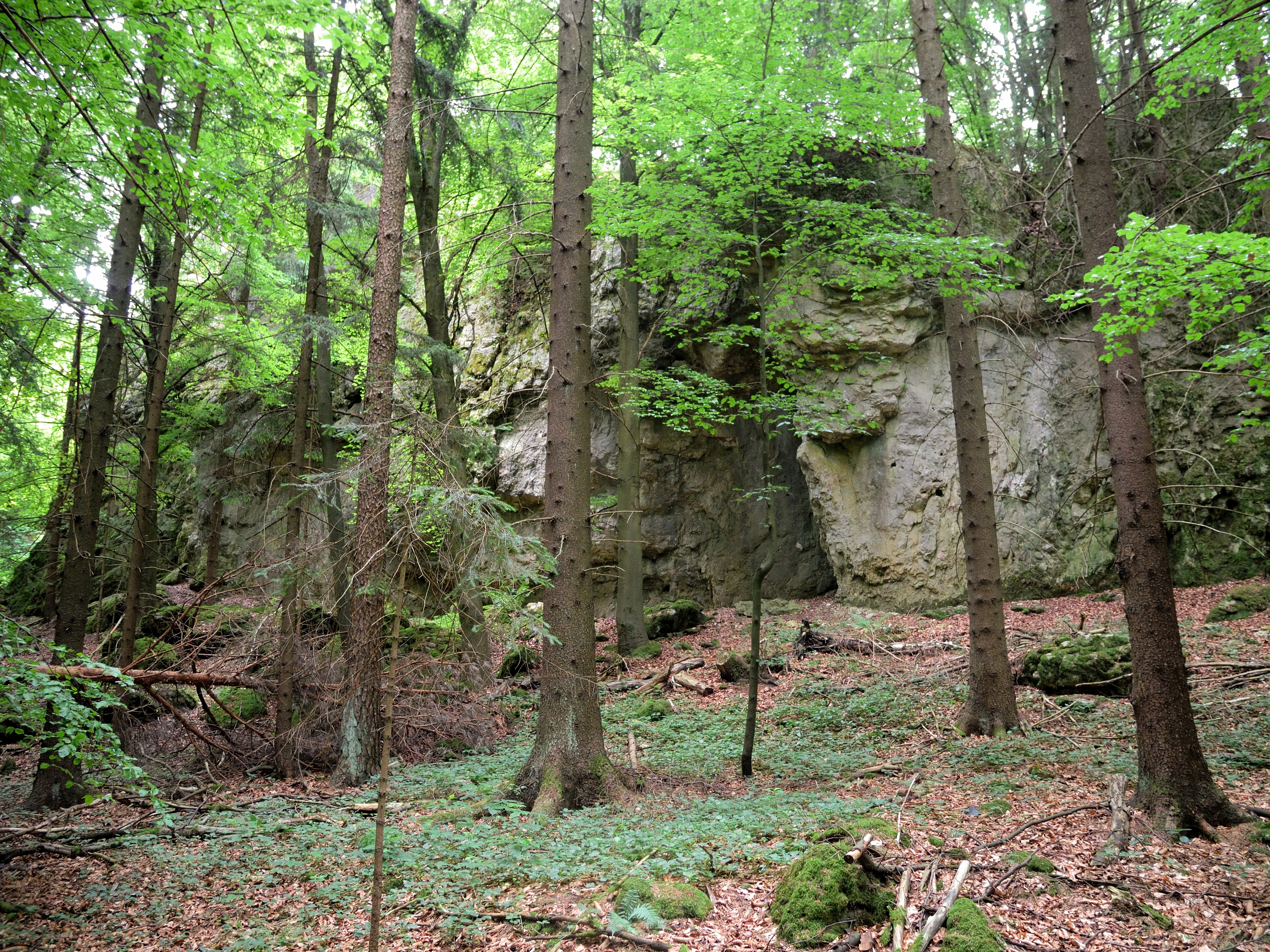
Bild 5: Burgfelsen von Nordosten
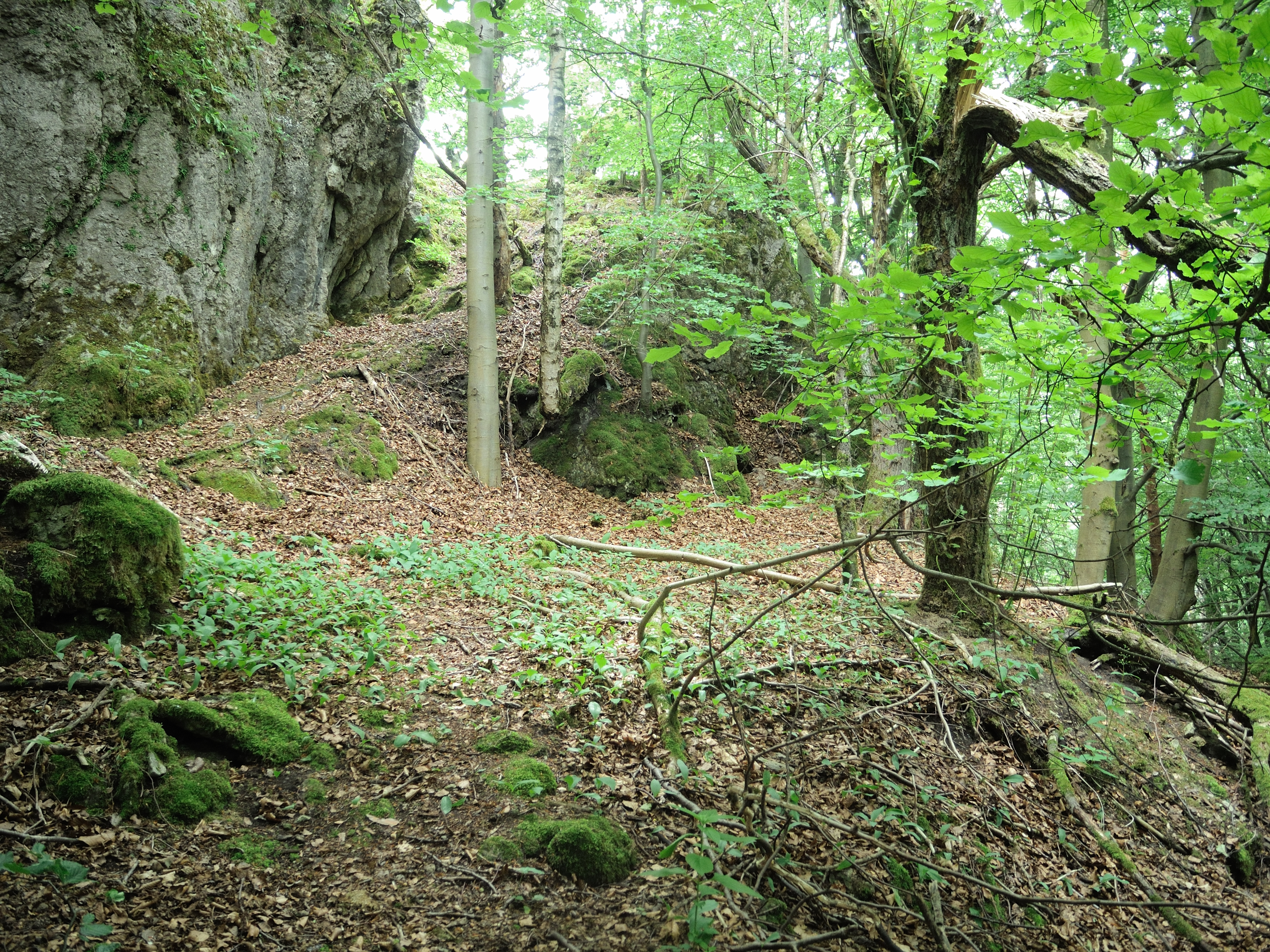
Bild 6: Absatz am Aufgang zur Oberburg, mögliche Stelle eines Torbaus, im Hintergrund der weitere Aufstieg zur Oberburg